# Station Nienburg (Weser)
Station Nienburg (Weser) is een spoorwegstation in de Duitse plaats Nienburg, in de nabijheid van Hannover (deelstaat Nedersaksen). Het station is ook onderdeel van de S-Bahn van Hannover (S2).

## Geschiedenis
In het jaar 1847 kreeg Nienburg zijn station, nadat de in Nienburg wonende ingenieur Bruno Emanuel Quaet-Faslem daarvoor gezorgd had, dat de Spoorlijn Wunstorf - Bremerhaven via Nienburg zou lopen en niet via de geplande route langs Rethem.
In 1910 volgde de opening van de zijlijn Nienburg - Minden .
In 1921 onderhield Nienburg met de spoorlijn naar Minden een aansluiting op de spoorlijn naar het Ruhrgebied. In hetzelfde jaar opende de spoorlijn naar Sulingen.
Het stationsgebouw werd in de laatste oorlogsdagen in 1945 vernietigd, nadat een luchtaanval een op het station staande munitietrein trof. Het nieuwe stationsgebouw werd tussen 1950 en 1957 op de oude fundering gebouwd. De spoorlijn naar Sulingen is vanaf 1991 niet meer berijdbaar, op de spoorlijn naar Rahden rijden alleen nog goederentreinen. Het reizigersvervoer werd op beide lijnen tussen 1968 en 1969 gestaakt, afgezien van het vervangend vervoer bij hoogwater tussen Nienburg en Lemke.

## Algemeen
Het stationsgebouw heeft een Reisezentrum met kaartverkoop. Bij het stationsgebouw aangesloten zijn een café en een kiosk. Ongewoon is dat tussen het stationsgebouw en de perrons nog tien opstel- en inhaalsporen liggen.
Het station heeft drie eilandperrons met zes perronsporen, die via een tunnel te bereiken zijn. De spoorlijn ligt op een verhoogd tracé door de stad.
Dicht bij het station is er een P en R-garage met 479 parkeerplaatsen.
Het station heeft een treindienstleidingsgebouw van het type 'Sp Dr S60', dat in 1977 in bedrijf werd genomen.
In de stationsomgeving zijn er twee watertorens bewaard gebleven. De kleinste (was van de Deutsche Bahn) dient als kantoorgebouw van een mediabedrijf, in de grootste (was van de stad) bevinden zich meerdere huurwoningen.

## Treinverbindingen

### Treinverkeer
Het station Nienburg ligt aan de spoorlijn Wunstorf-Bremerhaven. Van deze lijn takten vroeger drie zijlijnen af. De spoorlijnen naar Sulingen en naar Rahden zijn opgeheven. De Weser-Aller-Bahn naar Minden worden door regionale treinen 1x per twee uur bediend. Het station is het noordelijke eindpunt van de lijn S2 van de S-Bahn van Hannover.

#### Langeafstandtreinen
De volgende langeafstandstreinen doen het station aan:
| Serie  | Route | Route | Frequentie                                                                                                   |
| ------ | --- | --- | --- |
| ICE 10 | Berlijn (Ostbf – Hbf – Spandau) – Wolfsburg – Hannover – Nienburg (Weser) – Verden – Bremen – Delmenhorst – Oldenburg                             | Berlijn (Ostbf – Hbf – Spandau) – Wolfsburg – Hannover – Nienburg (Weser) – Verden – Bremen – Delmenhorst – Oldenburg                             | 1x per dag                                                                                                   |
| ICE 25 | Hamburg (Altona – Dammtor – Hbf – Harburg) – | Hannover – Göttingen – Kassel-Wilhelmshöhe – Fulda – Würzburg – Nürnberg – Ingolstadt – München                                                   | 1x per uur Hamburg-München. 1x per twee uur één treinstel naar Oldenburg, enkele treinen stoppen in Nienburg |
| ICE 25 | Oldenburg – Bremen – Nienburg (Weser) – | Hannover – Göttingen – Kassel-Wilhelmshöhe – Fulda – Würzburg – Nürnberg – Ingolstadt – München                                                   | 1x per uur Hamburg-München. 1x per twee uur één treinstel naar Oldenburg, enkele treinen stoppen in Nienburg |
| IC 56  | Norddeich Mole – Emden – Leer (Ostfriesl) – Oldenburg – Bremen – Nienburg (Weser) – Hannover – Braunschweig – Magdeburg – Halle (Saale) – Leipzig | Norddeich Mole – Emden – Leer (Ostfriesl) – Oldenburg – Bremen – Nienburg (Weser) – Hannover – Braunschweig – Magdeburg – Halle (Saale) – Leipzig | 1x per twee uur. 1x per dag vanaf Magdeburg naar: Berlin - Cottbus                                           |
| IC 56  | Stralsund → Pasewalk → Angermünde → Berlijn (Gesundbrunnen → Spandau) → Stendal → Wolfsburg → Hannover → Nienburg (Weser) → Bremen → Oldenburg    | Stralsund → Pasewalk → Angermünde → Berlijn (Gesundbrunnen → Spandau) → Stendal → Wolfsburg → Hannover → Nienburg (Weser) → Bremen → Oldenburg    | alleen op zondag                                                                                             |

#### Regionale treinen
De volgende regionale treinen doen station Nienburg aan:
| Serie | Treinsoort                       | Route | Bijzonderheden                                                                |
| ----- | -------------------------------- | --- | ----------------------------------------------------------------------------- |
| RE 1  | Regional-Express (DB Regio Nord) | Hannover Hbf – Nienburg (Weser) – Verden (Aller) – Bremen Hbf – Delmenhorst – Hude – Oldenburg (Oldb) Hbf – Leer (Ostfriesl) – Emden Hbf – Norddeich Mole | Rijdt eenmaal per twee uur.                                                   |
| RE 8  | Regional-Express (DB Regio Nord) | Bremerhaven-Lehe – Bremerhaven Hbf – Bremen Hbf – Verden (Aller) – Nienburg (Weser) – Hannover Hbf                                                        | Rijdt eenmaal per twee uur                                                    |
| RB 76 | Regionalbahn (DB Regio Nord)     | (Verden (Aller) – Rotenburg (Wümme) | Weser-Aller-Bahn 1x per twee uur Verden-Rotenburg (1x per uur in de spits).   |
| RE 78 | Regional-Express (eurobahn)      | Bielefeld Hbf – Herford – Löhne (Westf) – Bad Oeynhausen – Minden (Westf) – Nienburg (Weser)                                                              | Porta-Express 1x per twee uur, in het weekend enkele treinen Bielefeld-Minden |
| S2    | S-Bahn (DB Regio Nord)           | Nienburg (Weser) – Seelze – Hannover Hbf – Weetzen – Barsinghausen – Haste                                                                                | Zondags alleen Nienburg - Hannover                                            |

#### Goederentreinen
Het station Nienburg dient voor het goederenvervoer als doorgangsstation. Lokaal vervoer vindt regelmatig plaats van/naar de brandstofopslagplaats van Schäferhof (Tankwagons met kerosine). Onregelmatig rijden er tankwagons van/naar Liebenau. Er bestaat een spooraansluiting naar het bedrijventerrein 'Industriepark Nord' voor de glasindustrie.
De omvangrijke sporen aan de westkant worden afwisselend gebruikt. In 2009 bijvoorbeeld werden hier containertreinen van SBB Cargo gerangeerd en samengesteld.

### Busverkeer
Op het stationsplein bevindt zich het busstation. Hier rijden zes regionale lijnen van de Verkehrsgesellschaft Landkreis Nienburg naar Steyerberg, Hoya, Rodewald/Lichtenhorst, Loccum en Uchte. De stad wordt ontsloten door een stadsnetwerk van vier buslijnen, die volgens een Rendezvous-Konzept rijden.

## H.F. Wiebe
Ten zuiden van het station is het spoorbouwbedrijf Wiebe gevestigd. De onderneming heeft een kantoor in Achim en heeft een groot deel van zijn materieelpark in Nienburg opgesteld. De treinen die in Nienburg staat, is onder andere de voormalige grote en sterke diesellocomotief van de Deutsche Bundesbahn, de 320 001. Vanaf hier rijden zware bouwtreinen naar diverse bestemmingen in heel Duitsland.